# Wapato
Wapato - bulwiaste kłącza strzałki i innych roślin wodno-błotnych z rodziny żabieńcowatych (ang. wapato, wapatoo, arrowhead, swamp-potato), zbierane z roślin dziko rosnących lub uprawianych, wykorzystywane (zwłaszcza w przeszłości) w celach spożywczych i handlowych przez niektóre plemiona Indian w Ameryce Północnej (m.in. nad rzeką Kolumbią) oraz mieszkańców Azji Wschodniej.
Nazwa pochodzi z opartego na języku Indian Kri metyskiego żargonu michif i oznacza "białą gąbkę". Zwane też "indiańskim ziemniakiem".